# 那覇空港駅
那覇空港駅（なはくうこうえき）は、沖縄県那覇市字鏡水にある、沖縄都市モノレール線（ゆいレール）の駅。同線の起点である。駅番号は1。
東経127度39分8秒にあり、日本最西端の駅である。

## 歴史
計画当時の仮称は「空港駅」であった。

### 年表
- 2003年（平成15年）8月10日：当駅 - 首里間開業と同時に開業[2][3]。
- 2004年（平成16年）7月12日：日本最西端駅記念碑が設置され、除幕式が挙行される[4]。
- 2014年（平成26年）10月20日：ICカード「OKICA」の利用が可能となる[5][6]。
- 2020年（令和2年）3月10日：ICカード「Suica」の利用が可能となる[7][8][9]。

## 駅構造

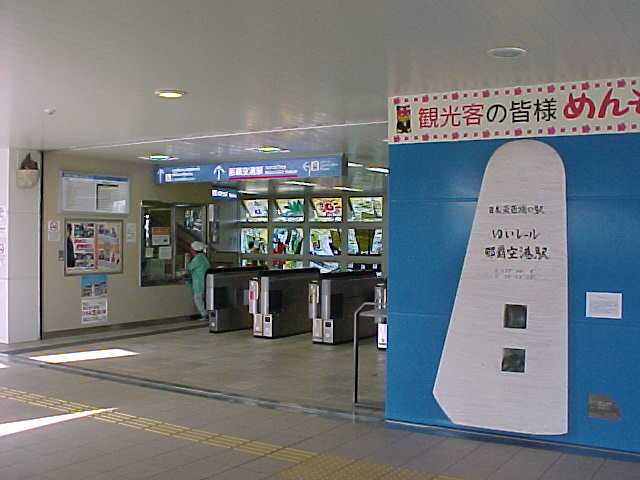
改札口と日本最西端駅記念碑（2005年6月）

島式ホーム1面2線を有する高架駅であり、また当駅は日本の空港駅としては最西端かつ最南端に位置している。エスカレータ・エレベーターの設備がある。
当駅改札階と那覇空港ターミナルビル2階（出発ロビー）とが連絡通路で同平面にて結ばれており、当通路上にはムービングウォークが併設されていたが、老朽化に伴い2022年9月に運用停止された。沖縄県は再開を視野に改修工事を予定していたが、修理費用が約3億円近くにのぼることや施工業者の入札不調により、2024年現在では存廃を含めて検討中となっている。
那覇空港到着ロビーは空港ターミナルビル1階のため当駅と同一平面で結ばれていないことから、到着客の手荷物運搬性に配慮し、ターミナルから駅手前までは空港備え付けカートの使用が認められている。

### のりば
| 番線 | 路線                  | 行先           |
| ---- | --------------------- | -------------- |
| 1・2 | ■沖縄都市モノレール線 | てだこ浦西方面 |

- 主に1番線が使用されるが、ラッシュ時には2番線も使用される。

### 駅設備
- 自動券売機
- 乗り越し精算機[9]
- 京成スカイライナー割引チケット発行機[16]
- 売店 - 過去に存在したが、現在は無い。
- 飲食店 - 同上
- コインロッカー
- ATM - 改札内（セブン銀行、イオン銀行）
- 公衆電話 - 改札内（売店横）に1台設置。
- 自動販売機（飲料） - 改札外に2台、改札内に1台（車椅子対応）、ホームに2台設置。
- トイレ - 改札内に設置。

## 利用状況
2022年度の1日平均乗車人員は5,995人である。
開業後の1日平均乗降人員および乗車人員の推移は下記の通り。
| 年度               | 1日平均 乗降人員 | 1日平均 乗車人員 | 出典     |
| ------------------ | ---------------- | ---------------- | -------- |
| 2003年（平成15年） | 8,239            | 4,127            | [ * 1 ]  |
| 2004年（平成16年） | 7,062            | 3,620            | [ * 2 ]  |
| 2005年（平成17年） | 8,157            | 4,166            | [ * 3 ]  |
| 2006年（平成18年） | 8,834            | 4,497            | [ * 4 ]  |
| 2007年（平成19年） | 8,758            | 4,607            | [ * 5 ]  |
| 2008年（平成20年） | 8,759            | 4,721            | [ * 6 ]  |
| 2009年（平成21年） | 8,139            | 4,096            | [ * 7 ]  |
| 2010年（平成22年） | 7,929            | 4,069            | [ * 8 ]  |
| 2011年（平成23年） | 7,977            | 4,069            | [ * 9 ]  |
| 2012年（平成24年） | 9,006            | 4,587            | [ * 10 ] |
| 2013年（平成25年） | 9,373            | 4,706            | [ * 11 ] |
| 2014年（平成26年） | 9,698            | 4,842            | [ * 12 ] |
| 2015年（平成27年） | 10,431           | 5,269            | [ * 13 ] |
| 2016年（平成28年） | 11,587           | 5,858            | [ * 14 ] |
| 2017年（平成29年） | 12,757           | 6,501            | [ * 15 ] |
| 2018年（平成30年） |                  | 7,027            | [ * 16 ] |
| 2019年（令和元年） | 14,008           | 7,191            |          |
| 2020年（令和02年） | 5,102            | 2,662            |          |
| 2021年（令和03年） |                  | 3,082            |          |
| 2022年（令和04年） |                  | 5,995            |          |

## 駅周辺
- 那覇空港
  - 国内線旅客ターミナル
  - 国際線旅客ターミナル
  - 那覇空港事務所
  - 那覇空港税関支署
  - 那覇空港内簡易郵便局
- 那覇航空交通管制部
- 陸上自衛隊那覇駐屯地
- 海上自衛隊那覇航空基地
- 航空自衛隊那覇基地
- 国道332号
- 沖縄県道231号那覇空港線
- 沖縄都市モノレール本社・車両基地

## その他
- 発車メロディと駅進入時の車内チャイムは、琉球民謡の「谷茶前（たんちゃめー）」を編曲したもの[23]。かつては車内チャイム・発車メロディともに共通のものを使っていたが、2019年の浦添延長開業に併せて発車メロディをアレンジ違いのものに差し替えている。
- 戦前の沖縄県営鉄道などを含め、沖縄本島に設置された駅として最西端に位置する。
- 日本最南端の駅である赤嶺駅は当駅の隣駅であり、当駅から所要時間約3分、運賃250円（OKICA利用時は200円）で行くことができる[24]。
- 駅周辺の鏡水地区はかつて鏡水大根（カガンジデークニ）の生産地であったため、日本最西端駅記念碑にはモノレールの車体と鏡水大根のモニュメントがはめ込まれている[4]。
- 当駅構内で2012年8月10日から販売されている「油味噌かつサンド」は日本最西端の駅弁である[25]が、現在販売はされていない（2024年時点での日本最西端かつ最南端の駅弁は小禄駅にて毎月3回販売されているもみじ弁当の台売りの弁当である）。

## 隣の駅
沖縄都市モノレール
■沖縄都市モノレール線（ゆいレール）
那覇空港駅 (1) - 赤嶺駅 (2)

### 記事本文

### 利用状況
1. ↑  沖縄県統計年鑑 - 沖縄県
2. ↑  那覇市統計書 - 那覇市

那覇市統計書
1. ↑  第44回那覇市統計書（平成16年版） (PDF)  - 167ページ
2. ↑  第45回那覇市統計書（平成17年版） (PDF)  - 167ページ
3. ↑  第46回那覇市統計書（平成18年版） (PDF)  - 169ページ
4. ↑  第47回那覇市統計書（平成19年版） (PDF)  - 169ページ
5. ↑  第48回那覇市統計書（平成20年版） (PDF)  - 169ページ
6. ↑  第49回那覇市統計書（平成21年版） (PDF)  - 169ページ
7. ↑  第50回那覇市統計書（平成22年版） (PDF)  - 169ページ
8. ↑  第51回那覇市統計書（平成23年版） (PDF)  - 167ページ
9. ↑  第52回那覇市統計書（平成24年版） (PDF)  - 167ページ
10. ↑  第53回那覇市統計書（平成25年版） (PDF)  - 167ページ
11. ↑  第54回那覇市統計書（平成26年版） (PDF)  - 165ページ
12. ↑  第55回那覇市統計書（平成27年版） (PDF)  - 165ページ
13. ↑  第56回那覇市統計書（平成28年版） (PDF)  - 165ページ
14. ↑  第57回那覇市統計書（平成29年版） (PDF)  - 165ページ
15. ↑  第58回那覇市統計書（平成30年版） (PDF)  - 165ページ
16. ↑  第59回那覇市統計書（令和元年版） (PDF)  - 165ページ